# Kaitlin Olson
Kaitlin Willow Olson (Troutdale, Óregon, 18 de agosto de 1975) é uma atriz e dubladora norte-americana, mais conhecida por interpretar Deandra "Sweet Dee" Reynolds em It's Always Sunny in Philadelphia, Mackenzie "Mickey" Murphy em The Mick e Becky em Curb Your Enthusiasm.

## Carreira
Kaitlin, nascida em Troutdale, Oregon, nos Estados Unidos, é filha de um antigo publicador do periódico The Portland Tribune. Fez mestrado em Teatro na Universidade de Oregon, e, mais tarde, se mudou para Los Angeles para seguir a carreira mais seriamente. Olsen participou do famoso grupo de improviso Groundlings. Ela fez várias aparições em filmes em séries de TV como Curb Your Enthusiasm (como Becky, cunhada de Larry) e The Drew Carey Show (como Traylor, a inimiga de Mimi Bobeck), e dublou personagens em animações como The Simpsons, Bob's Burgers e Family Guy.
Viajou para a Bósnia, Kosovo e Noruega a trabalho, realizando espetáculos de improviso para soldados americanos, ao lado de nomes como Drew Carey e integrantes do programa Whose Line Is It Anyway. 
Ela também apareceu no The Jamie Kennedy Experiment, Out of Practice, Miss Match e Punk'd. Ela teve um pequeno papel no filme Coyote Ugly.
Em 2016, dublou a baleia Destiny no filme Procurando Dory. No ano seguinte, protagonizou The Mick, comédia da Fox da qual também foi produtora executiva.

## Vida pessoal
Em setembro de 2007, Dan Gross do jornal da Filadélfia Daily News, disse que Olson e a co-estrela e criador de It's Always Sunny in Philadelphia, Rob McElhenney, estavam namorando há mais de um ano. Mais tarde eles ficaram noivos e se casaram em 27 de setembro de 2008 na Califórnia. O casal tem dois filhos: Axel Lee (nascido em 2010) e Leo Grey (nascido em 2012).

## Filmografia

### Televisão
| Ano           | Título                                   | Papel                        | Obs.                               |
| ------------- | ---------------------------------------- | ---------------------------- | ---------------------------------- |
| 2017–2018     | The Mick                                 | Mackenzie "Mickey" Murphy    | Personagem Principal               |
| 2016          | The Simpsons                             | Quinn                        | Voz                                |
| 2016          | Cassius & Clay                           | Ordwood Cassius              | Voz                                |
| 2015          | Bob's Burgers                            | Helen                        | Voz                                |
| 2014–2015     | New Girl                                 | Ashley                       | 2 episódios                        |
| 2005-presente | It's Always Sunny in Philadelphia        | Deandra "Sweet Dee" Reynolds | Protagonista                       |
| 2008          | Punk'd                                   | Ela mesma/Vários personagens | 2 episódios                        |
| 2007          | The Riches                               | Hartley Underwood            | 5 episódios                        |
| 2006          | Out of Practice                          | Debbie                       | 1 episódio                         |
| 2005          | Kelsey Grammer Presents: The Sketch Show | Ela mesma                    | 6 episódios (apenas 4 foram ao ar) |
| 2004          | George Lopez                             | Janet                        | 1 episódio                         |
| 2003-2004     | The Drew Carey Show                      | Traylor                      | 12 episódios                       |
| 2004          | Significant Others                       | Lauren                       | 1 episódio                         |
| 2004          | Drew Carey's Green Screen Show           | Ela mesma                    | Episódio piloto                    |
| 2000-presente | Curb Your Enthusiasm                     | Becky                        | 6 episódios                        |
| 2003          | Miss Match                               | Jillian                      | 1 episódo                          |
| 2002          | Meet the Marks                           | Kaitlin Marks (filhas)       | Vários episódios                   |

### Cinema
| Título             | Ano  | Papel               |
| ------------------ | ---- | ------------------- |
| Arizona            | 2018 | Vicki               |
| Procurando Dory    | 2016 | Destiny (voz)       |
| Vacation           | 2015 | Policial do Arizona |
| The Heat           | 2013 | Tatiana             |
| Leap Year          | 2010 | Libby               |
| Weather Girl       | 2009 | Sherry              |
| Scapegoats (curta) | 2003 | Jeannie             |
| Fugly (curta)      | 2001 | Cha Cha             |
| Coyote Ugly        | 2000 | Bidding Customer    |
| Jacks              | 2000 | Jocelyn             |
| Eyes to Heaven     | 2000 |                     |